# Spylios Zacharopoulos
Spylios Zacharopoulos (Grecia, 2 de febrero de 1950) es un atleta griego retirado especializado en la prueba de 1500 m, en la que consiguió ser subcampeón europeo en pista cubierta en 1972.

## Carrera deportiva
En el Campeonato Europeo de Atletismo en Pista Cubierta de 1972 ganó la medalla de plata en los 1500 metros, con un tiempo de 3:46.08 segundos, tras el francés Jacky Boxberger  y por delante del alemán Jürgen May.